# 巴特伊施尔车站
巴特伊施尔车站（Bahnhof Bad Ischl）是奥地利萨尔茨卡默古特铁路的一个车站，于1877年10月23日启用，位于上奥地利州巴特伊施尔市中心。该站原名伊施尔车站，1907年，该站才更名为巴特伊施尔车站。
车站建筑采用历史主义风格设计，与1870年代萨尔茨卡默古特铁路的所有多层车站一样。这是萨尔茨卡默古特铁路最宏伟的一个车站，也是奥地利联邦铁路最漂亮的车站之一。建筑物的右翼是为皇室保留的特别宫廷沙龙。弗朗茨·约瑟夫一世皇帝经常光顾沙龙，因为他多次中断他在巴特伊施尔的休假，去维也纳短途旅行。

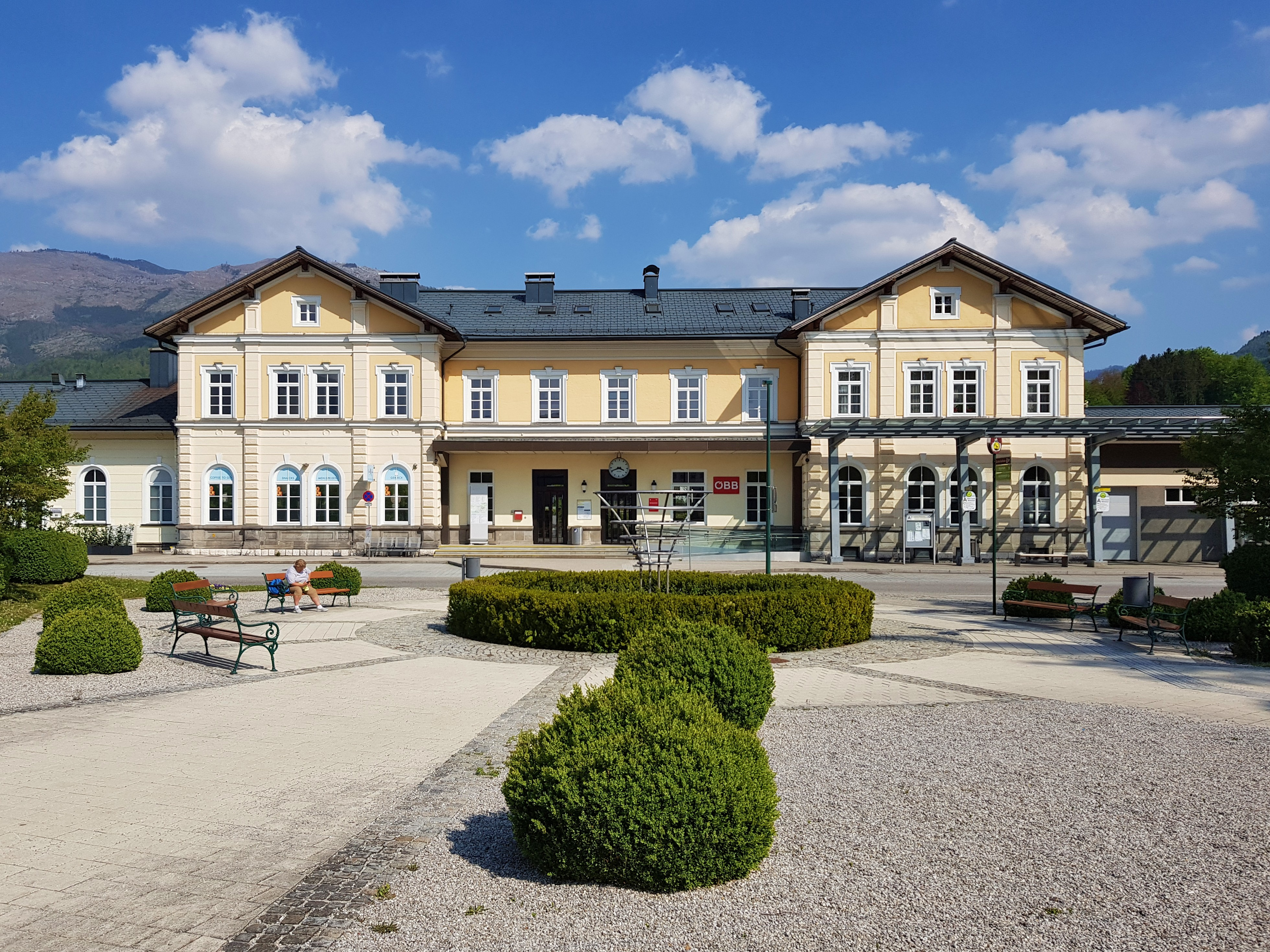
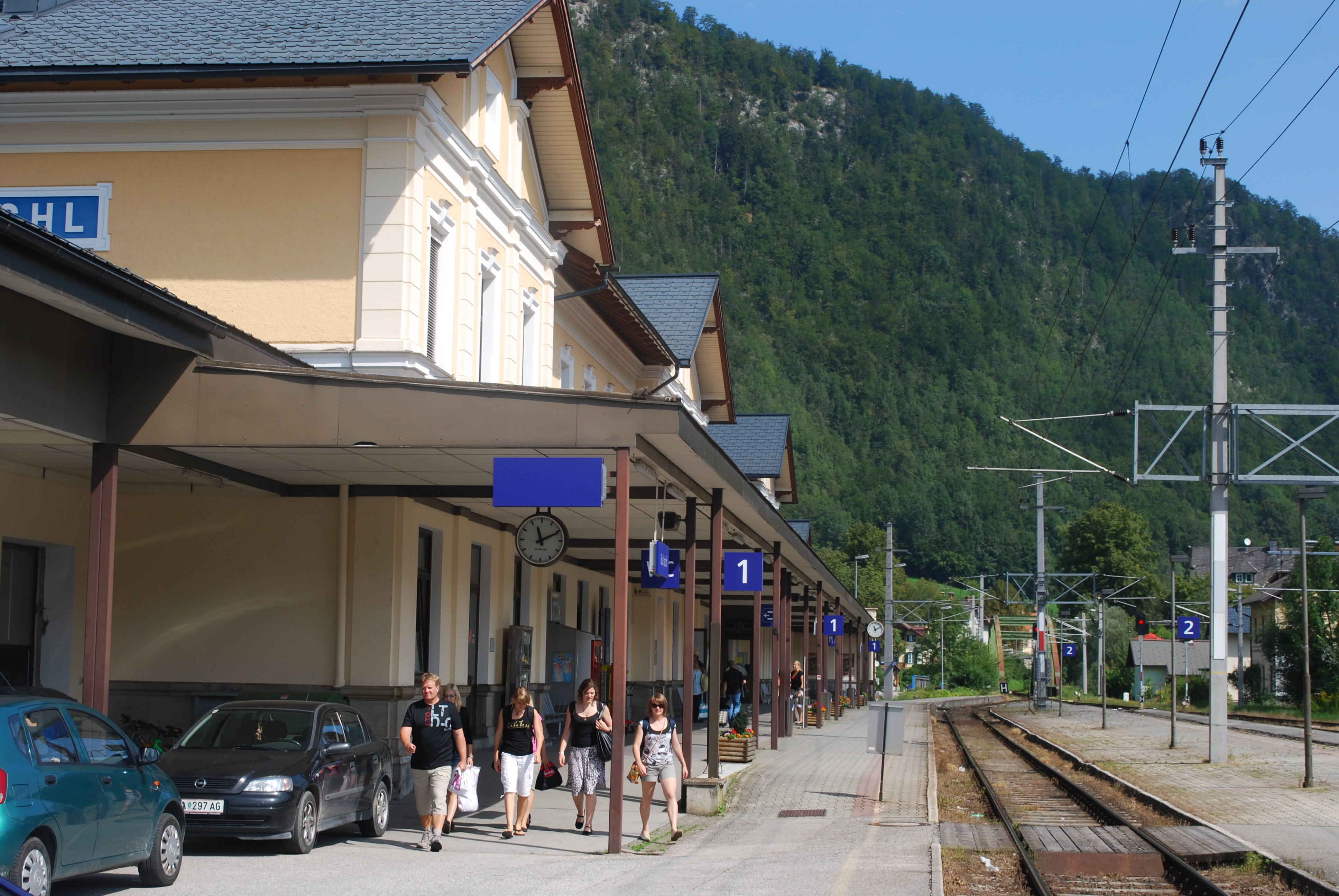
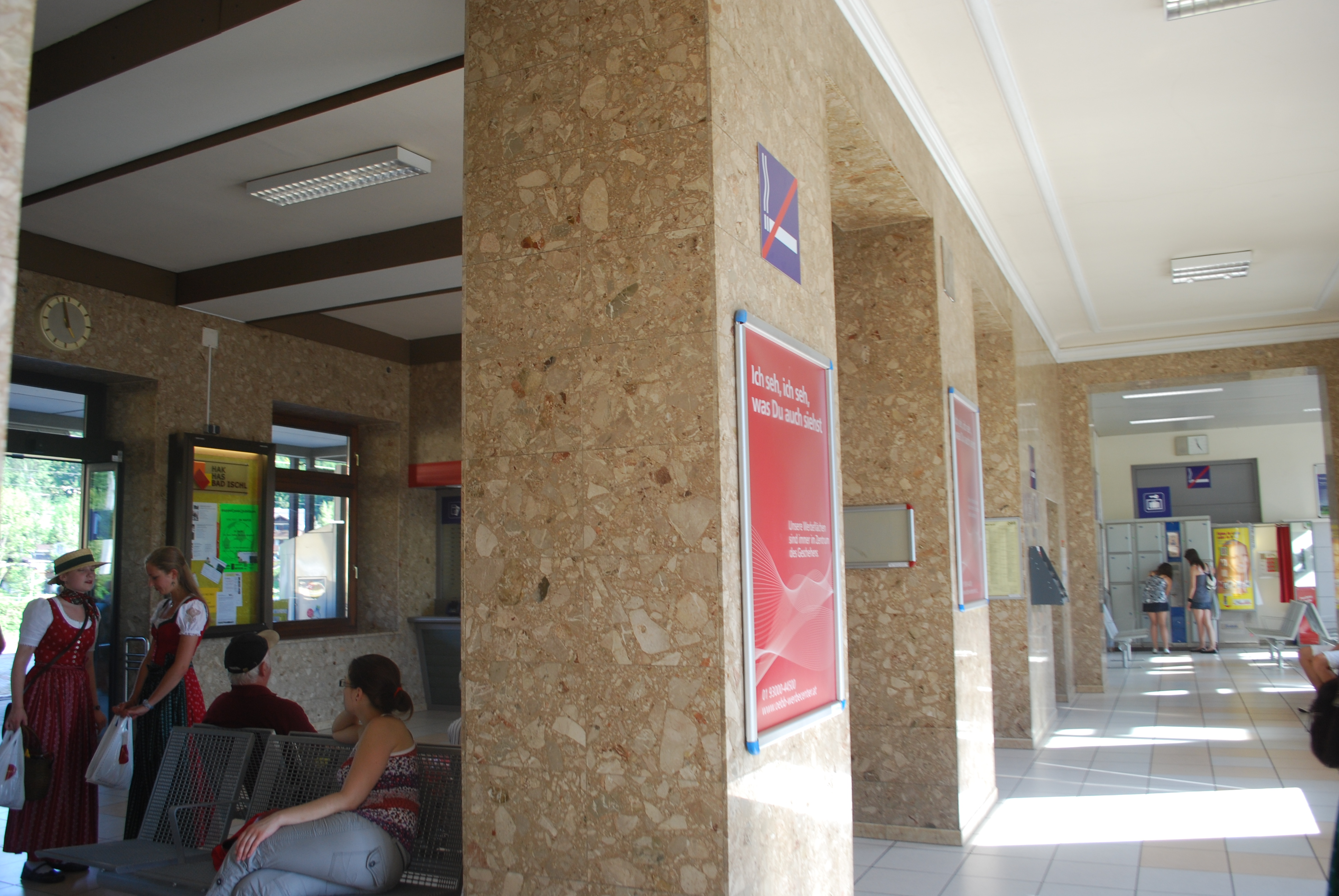
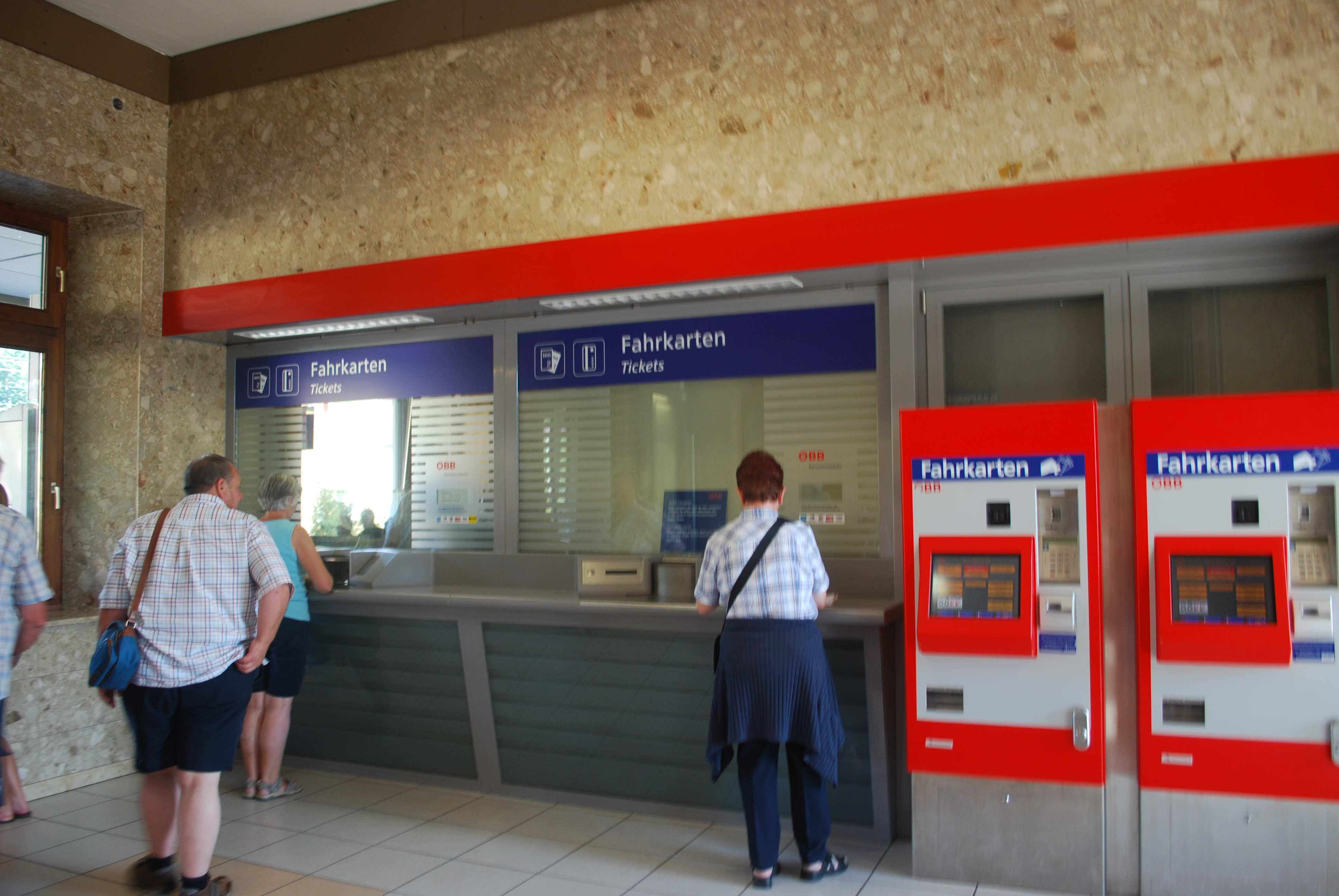